# Фумбан
Фумба́н (фр. Foumban) — город в департаменте Нун Западного региона Камеруна. Расположен в 225 км к северо-западу от Яунде.

## История
Город был столицей султаната Бамум; дворец султана, расположенный в городе, датирован XVIII веком. Самый известный из султанов Бамума — Нжойя — построил в Фумбане несколько школ, при короле в Камеруне стало использоваться пиктографическое письмо, он покровительствовал искусствам. Во дворце султана ныне располагается музей искусства Бамума, в котором представлены образцы резьбы по дереву, реалистичные маски из красной меди, изделия из керамики и коллекция оружия из бамбука и рафии.

## Экономика
На рынке в Фумбане продаются ремесленные изделия. Город является главным ремесленным центром северо-западного Камеруна. Город являются центром сбора кофе, какао и табака, отправляемых на экспорт из Дуалы. Здесь расположены завод по переработке кофе, в нескольких километрах к западу — шоколадная фабрика. Имеются аэродром, больница и таможенный пункт.